# Collegiale Sint-Niklaaskerk (Avesnes-sur-Helpe)

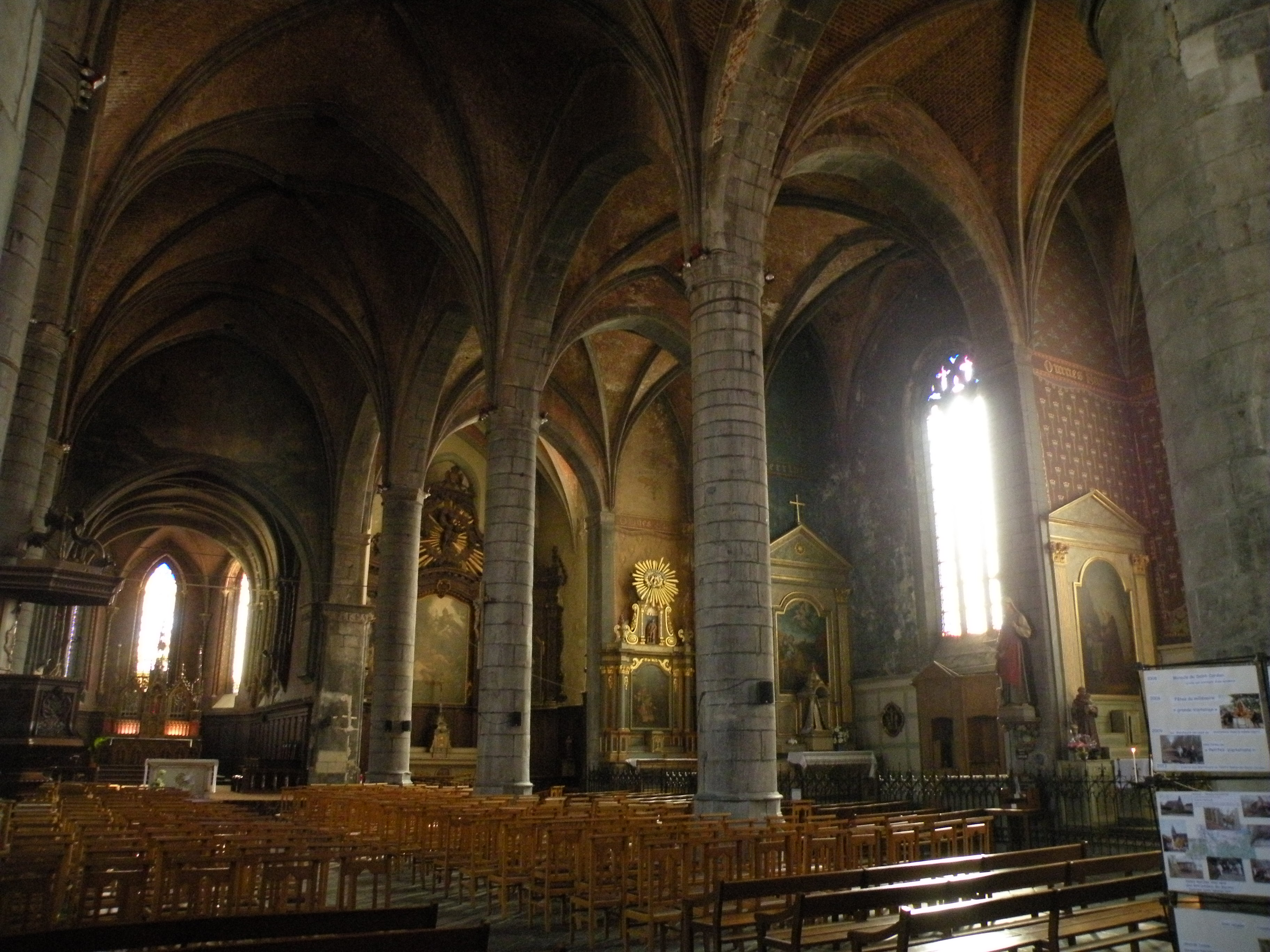
Interieur

De Collegiale Sint-Niklaaskerk (Frans: Collégiale Saint-Nicolas) is een kapittelkerk in de Franse gemeente Avesnes-sur-Helpe in het Noorderdepartement. Het is een gotische hallenkerk die sinds 1913 beschermd is als monument historique.

## Geschiedenis

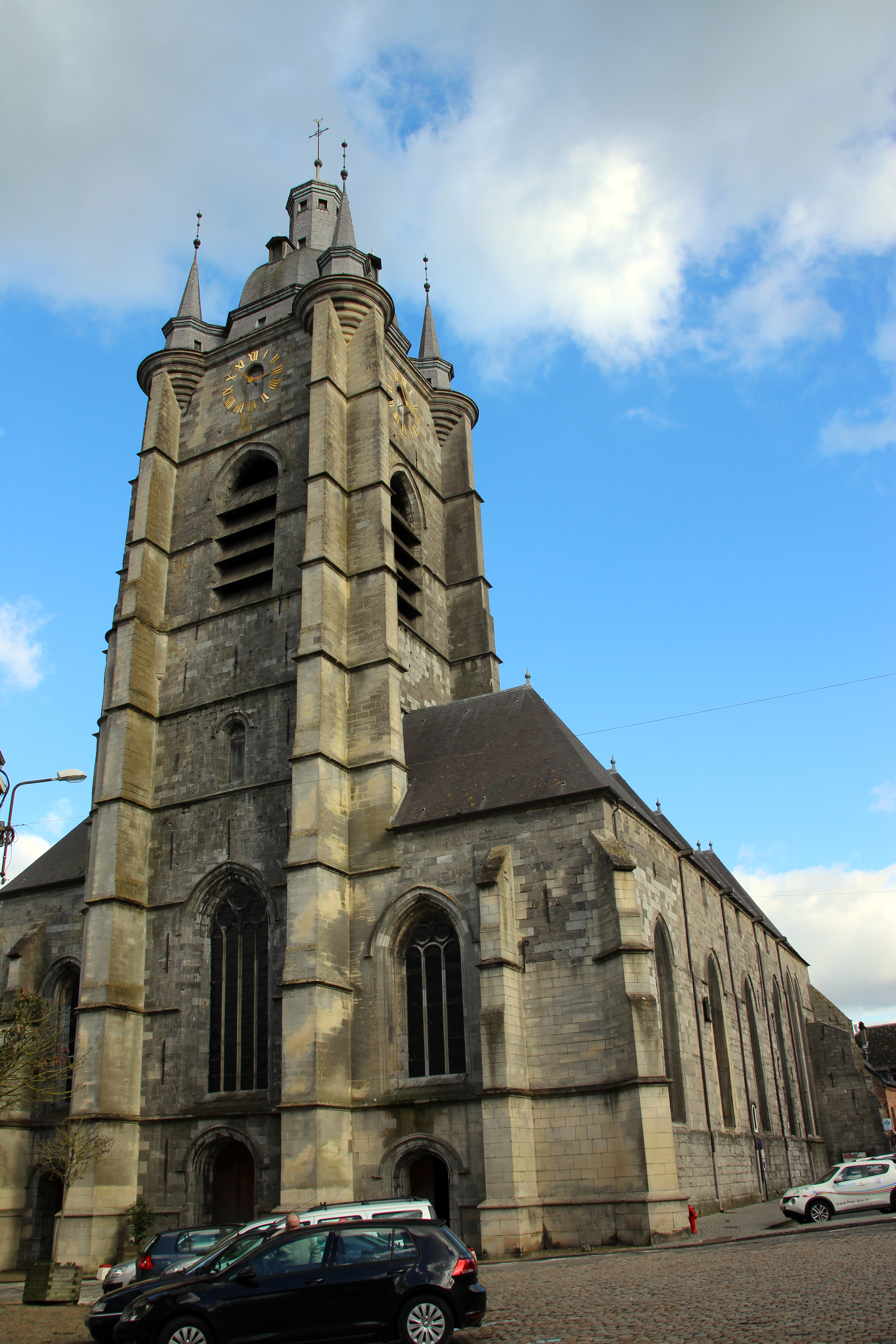
Sint-Niklaaskerk

Avesnes ontstond in de 11e eeuw. Vermoedelijk was er in de beginfase een kapel, maar al in 1186 was ze uitgegroeid tot de hoofdkerk van een decanaat met 53 parochies.
Na de dood van koning Karel VII van Frankrijk in 1461 keerde kroonprins Lodewijk – die in ballingschap leefde aan het hof van Filips de Goede – terug naar Frankrijk om de troon op te eisen. In Avesnes hield hij een plechtige dodenmis voor zijn overleden vader. Als koning Lodewijk XI gaf hij in 1477 opdracht om de Bourgondische Nederlanden te veroveren op de jonge vorstin Maria van Bourgondië. De grensstad Avesnes, die trouw bleef aan Maria en niet aan haar Fransgezinde heer Alain d'Albret, werd door die laatste ingenomen en zwaar geplunderd. Na afloop stond van de kerk alleen het metselwerk van de klokkentoren nog overeind.
De reconstructie nam tijd in beslag, maar was tegen 1503 ver genoeg gevorderd om Karel I van Croÿ toe te laten er het doopsel van zijn zoon Engelbert te houden. Een stadsbrand deed alle werk in 1514 weer teniet: alleen het koor van de nieuwe kerk bleef nagenoeg intact en vermoedelijk werd ook de toren min of meer gespaard. De tweede herbouwing vond een sponsor in de persoon van Louise d'Albret. Zij stichtte er in 1534 ook een kapittel met twaalf kanunniken. De werken aan het schip duurden tot 1549, jaar waarin keizer Karel V en zijn zoon Filips hun opwachting maakten. Het volgende jaar werd het helmdak van de toren voltooid.
In 1617 werd de koorafsluiting herbouwd. In 1745 werd het doksaal – een creatie uit 1599 van Sébastien Gaudre en zijn assistent Gervais Defier uit Feluy – verplaatst naar de westkant, zodat de afscheiding tussen koor en schip werd opgeheven.
In de toren braken herhaaldelijk branden uit door blikseminslagen: 1666, 1783, 1811. Het jaar na die laatste episode werd een bliksemafleider geïnstalleerd.
In 1793 vernielden Franse revolutionairen de aristocratische monumenten in de kerk, waaronder de marmeren praalgraven van Louise d'Albret en van Jean d'Aneux. Beide waren voorzien van een standbeeld dat hen knielend weergaf.
Bij de bevrijding door de Amerikanen op 2 september 1944 werd de Franse vlag gehesen op de kerktoren, waarop de wegtrekkende Duitsers er een brandbom op afvuurden. De toren leed grote schade en de klokken stortten naar beneden. De beiaard viel niet te redden, maar de zwaarste klok, Charlotte, was alleen gebarsten. Het doksaal uit 1599 werd compleet verwoest. De toren werd in 1950 hersteld en een nieuwe beiaard werd in 1956 geplaatst.
Op 5 april 2021 werd brand gesticht in de zuidelijke kapel. Daardoor ging het altaarstuk met drie schilderijen van Louis-Joseph Watteau uit 1768 volledig teloor, evenals de sluitsteen van het gewelf.

## Architectuur
De Sint-Niklaaskerk is een gotische hallenkerk met twee zijbeuken die bijna even hoog zijn als het middenschip. In elke travee van de zijbeuken is een (ondiepe) zijkapel ingericht. De twee grootste kapellen vervangen als het ware de ontbrekende dwarsbeuk. Elke kapel heeft een groot spitsboogvenster, dat het driebeukige schip verlicht. Het is volledig overdekt door bakstenen kruisribgewelven.

## Klokkentoren
De ingebouwde klokkentoren is 66 m hoog. Hij draagt een achthoekig helmdak en vier hoekpinakels op ronde uitkragingen. De haakse steunberen lijken vooral te zijn toegevoegd om de hoektorentjes te schoren. Helemaal boven troont een lantaarn, die tot 1815 dienst deed als uitkijkpost. In de toren hangt een automatische beiaard van 48 klokken en nog enkele luidklokken. De grootste daarvan, Charlotte, is een identieke reconstructie van de klok geschonken door landsheer Karel in 1514. Deze was vervaardigd door Simon Waghevens uit Mechelen.

## Voetnoten
1. ↑  Louise d'Albret voorzag dertien prebenden, maar zodra een eerste kanunnik stierf, werd hun aantal teruggebracht tot twaalf.